# Герб Дроздович
Герб Дроздович — один з офіційних символів села Дроздовичі, Самбірського району Львівської області. Герб є промовистим.

## Історія
У початковому проекті поле щита було червоним, однак на прохання сільської ради його було замінено на синє. У такому вигляді герб затвердила VII сесія Дроздовицької сільської ради 3-го (ХХІІІ) скликання рішенням  від 9 вересня 1999 року. Проте при виготовленні в'їзного знаку було зображено перший незатверджений варіант із червоним полем у щиті.
Автор — Андрій Гречило.

## Опис (блазон)
У синьому полі перекинуте золоте вістря, на якому чорний дрізд сидить на чорній гілці.
Щит вписаний у еклектичний картуш, увінчаний золотою сільською короною.

## Зміст
Дрізд є номінальним символом і вказує на назву села.
Золота корона з колосків вказує на статус сільського населеного пункту.